# NGC 1139
NGC 1139 is een balkspiraalstelsel in het sterrenbeeld Eridanus. Het hemelobject werd in 1886 ontdekt door de Amerikaanse astronoom Francis Preserved Leavenworth.

## Synoniemen
- PGC 10888
- MCG -3-8-38
- NPM1G -14.0139